# Ignace Goris
Ignace Goris (* 16. Juli 1942 in Genk) ist ein ehemaliger belgischer Fußballschiedsrichter.

## Sportlicher Werdegang
Goris leitete ab den 1970er Jahren Spiele in der 1. Division und rückte später auf die UEFA-Schiedsrichterliste. Entsprechend leitete er internationale Freundschaftsspiele und Partien im Europapokal, dabei kam er vor allem bei Spielen in den frühen Runden zum Einsatz. 
Bei der Frauen-Europameisterschaft 1984 gehörte Goris zu den Schiedsrichter in der Finalrunde. Am 27. Mai leitete er das Finalrückspiel im Kenilworth Road Stadium zwischen Gastgeber England und Schweden, in dem sich die Skandinavierinnen im Elfmeterschießen durchsetzten und den ersten Titel der EM-Geschichte holten. Später leitete er weiterhin Frauenländerspiele und war im Männerbereich auch als Schiedsrichter bei Junioren-Länderspielen im Einsatz, ein A-Länderspiel blieb ihm verwehrt.